# Thesan
Thesan, a la mitologia etrusca era la deessa de l'alba, l'endevinació i els parts. Se l'associava amb la generació de la vida i s'assimilava a la divinitat grega Eos i a la romana Aurora.
També va ser identificada amb Leucòtea i amb Mater Matuta. A Etrúria, rebia ofrenes juntament amb el déu del sol Usil, segons consta al Liber Linteus Zagrabiensis un déu equivalent al grec Hèlios i al Sol Invictus romà. Se la representava amb ales, i de vegades nua.

## Nom
Un significat del seu nom és «Alba», que es relaciona amb les paraules thesi, que significa «il·luminació», i thesviti, «clar» o «famós». Un altre significat del seu nom la relaciona amb la capacitat de veure el futur, perquè thesan també significa «endevinació», com es pot veure en la paraula etrusca thesanthei, «endevinar», «il·luminar» o també «brillant». Això té a veure amb la seva funció com a deessa de l'alba, ja que l'endevinació il·lumina el futur fosc i permet veure què pot passar, com l'alba, que il·lumina el món que abans era fosc. Algunes fonts la proposen com a deessa del part, ja que la seva presència a l'inici del dia, té el seu paral·lelisme amb el principi de la vida d'un nou nat. Se l'assimila també a la romana Lucina, deessa de la llum i dels parts, que portava els nascuts a la llum del dia. Thesan tenia un temple a Pirgos dedicat a ella i corresponia a la deessa romana Mater Matuta.

## La maledicció d'Afrodita
Els etruscs van identificar la deessa Thesan amb la divinitat grega de l'alba anomenada Eos. A la llegenda grega, Afrodita havia trobat Eos al llit amb el seu amant Ares. Per castigar Eos, Afrodita la va «maleir» condemnant-la a tenir una atracció insaciable pels joves mortals, i Eos es va fer famosa pels seus molts amants. Als etruscs sembla que els agradaven aquestes històries i les van incorporar a la mitologia de la seva deessa de l'alba Thesan. Les històries sobre la deessa representades als miralls fan referència generalment al mite grec.